# Кайриш, Виестурс
Виестурс Кайриш (латыш. Viesturs Kairišs; род. 30 января 1971, Рига, Латвийская ССР, СССР) — латвийский режиссёр театра и кино, сценарист, автор постановок Латвийской национальной оперы и Латвийского национального театра. Лауреат Большой музыкальной награды как оперный режиссёр, неоднократный лауреат премии «Ночь лицедеев» и национального кинофестиваля «Большой Кристап», командор ордена Трёх звёзд (2021).

## Биография
Родился в Риге в 1971 году. В 1989—1991 году учился на филологическом факультете Латвийского государственного университета. В 1997 году окончил Латвийскую академию культуры по специальности «режиссёр театра и кино». В годы учёбы снял несколько короткометражных фильмов — «Песня петуха» (1995), «Странное небо» (киноновелла в фильме «Жизнь № 2», 1997). Постановка Кайриша «Свет и тьма» по произведениям Л. Пиранделло и Ф. Т. Маринетти, осуществлённая им для Даугавпилсского театра, в 1995 году участвовала в фестивале Homo Novus.
По окончании учёбы начал работу в Новом рижском театре и вскоре был также приглашён в Латвийскую национальную оперу для постановки оперы Чайковского «Евгений Онегин». В дальнейшем ставил в Латвийской национальной опере три части тетралогии Вагнера «Кольцо Нибелунга», ставил оперные спектакли в берлинской «Комише опер» («Сон в летнюю ночь» Бриттена), Кёльнской опере («Волшебный стрелок») и Дармштадте («Макбет»).
Помимо Нового рижского театра, осуществлял постановки с драматическими труппами United intimacy, Nepanesamā teātra artelis, Нового театрального института, Латвийского национального театра («Пер Гюнт», «Саломея»). Спектакли Кариша входили в программы Венского и Авиньонского фестивалей, Боннского биеннале. С января 2020 года — художественный директор театра «Дайлес».
Одновременно с театральной деятельностью работал в кино как режиссёр, сценарист и продюсер. Первым полнометражным художественным фильмом Кайриша стала в 2001 году лента «По дороге уходя». Фильм «Хроники Мелании» в 2016 году в Латвии посмотрели в кинотеатрах 75 тысяч зрителей.

## Фильмография
- 1995 — Песня петуха (короткометражный)
- 1997 — Жизнь 2 (новелла «Странное небо»)
- 1998 — Поезд. Век Латвии (документальный)
- 2000 — Свадьба (короткометражный)
- 2001 — По дороге уходя[латыш.]
- 2001 — Волшебная флейта (документальный)
- 2004 — Ромео и Джульетта (документальный)
- 2004 — Памятник (документальный)
- 2006 — Тёмные олени
- 2009 — Лоэнгрин из «Varka Kru» (документальный)
- 2014 — Пеликан в пустыне (документальный)
- 2014 — Невидимый город (документальный)
- 2016 — Хроники Мелании[латыш.]
- 2020 — Город у реки
- 2022 — Январь[латыш.]

## Признание
Виестурс Кайриш — лауреат национальных наград как режиссёр, сценарист и продюсер:
- 1999 — Большая музыкальная награда (в составе творческого коллектива постановки оперы «Евгений Онегин» в Латвийской национальной опере)
- 1999 — премия «Ночь лицедеев» в номинации «лучший режиссёр» за постановки «Евгений Онегин» (Латвийская национальная опера), «Дни портных в Силмачах» и «Идиот» (Новый рижский театр)
- 2000 — приз национального кинофестиваля «Большой Кристап» в номинации «лучший игровой фильм» (к/м фильм «Свадьба»)
- 2001
  - премия «Ночь лицедеев» в номинации «лучшая оригинальная драматическая постановка» за постановку «Маргарита» (Новый рижский театр)
  - приз «Большой Кристап» в номинации «лучший полнометражный игровой фильм» («По дороге уходя»)
  - премия «Спидола» Латвийского культурного фонда за выдающиеся достижения в искусстве
- 2008 — премия «Ночь лицедеев» в номинации «режиссёр года» за постановки «Времена землемеров» (Латвийский национальный театр) и «Зигфрид» (Латвийская национальная опера)
- 2014
  - Большая музыкальная награда за лучший европейский музыкальный проект года в Латвии («Кольцо Нибелунга» в Латвийской национальной опере)
  - приз «Большой Кристап» в номинации «лучший режиссёр-документалист» (за фильм «Пеликан в пустыне»)
- 2017 — приз «Большой Кристап» в номинации «лучший режиссёр художественного фильма» и «лучший полнометражный художественный фильм» («Хроники Мелании»)
- 2018
  - премия «Ночь лицедеев» в номинации «режиссёр года» за постановки «Саломея» (Латвийский национальный театр) и «Балладина» (Валмиерский драматический театр)
  - премия Кродерса
  - премия Эдуарда Смильгиса
- 2020 — приз «Большой Кристап» в номинации «лучший сценарий» (за фильм «Город у реки»)
- 2021
  - премия «Ночь лицедеев» (совместно с Иевой Юрьяне) за режиссуру спектакля «Смильгис» (театр «Дайлес»); Гран-при (спектакль года) «Ночь лицедеев» за спектакль «Смильгис»
  - премия СМИ Латвии «Килограммы культуры» (за постановку «Смильгис»)
- 2022
  - премия Римского кинофестиваля в номинациях «лучший фильм» и «лучший режиссёр» (за фильм «Январь»)
  - премия Варшавского кинофестиваля лучшему режиссёру (за фильм «Январь»)
  - премия кинофестиваля «Трайбека» в номинации «лучший фильм на иностранном языке» («Январь»)
- 2017 — приз «Большой Кристап» в номинации «лучший полнометражный художественный фильм» («Январь»)

В 2021 году произведён в командоры ордена Трёх звёзд.